# Partition
Partition es una película de 2007 dirigida por Vic Sarin, escrita por Patricia Finn y Vic Sarin, y protagonizada por Jimi Mistry y Kristin Kreuk. 

## Argumento
Margaret Stillwell (Neve Campbell) y su hermano son británicos viviendo en La India. El hermano de Margaret, un joven soldado, es enviado a una misión junto a su amigo Gian Singh (Jimi Mistry). Stillwell muere en combate y al volver, Gian decide dejar el ejército y volver a su aldea. En ese momento, el país estaba pasando por un momento difícil momento: tras retirarse los británicos, el conflicto entre hindúes y musulmanes por el territorio, crecía. Cientos de musulmanes se iban exiliados a Pakistán. Un día, mientras familias musulmanas enteras caminaban hacia Pakistán, fueron brutalmente atacadas por hindúes. La joven Naseem (Kristin Kreuk) logra escapar y se esconde, perdiendo de vista a sus padres y sus dos hermanos, sin ver el momento en que su padre es asesinado. Gian encuentra a Naseem escondida y decide ayudarla y llevarla a su casa. Mientras tanto, el conflicto entre hindúes y musulmanes era cada vez mayor, tras el ataque por parte de los hindúes, un tren repleto de hindúes provenientes de Pakistán llegó a La India sin sobrevivientes, todos habían sido masacrados por los musulmanes como venganza. Gian sabe que debe mantener a Naseem escondida, ya que, por ser musulmana, en su pueblo no iba a ser bien recibida. Un día mientras Gian trabajaba en el campo, alguien descubre a Naseem, a través de un hueco en una puerta, y todo el pueblo le exige a Gian que la entregue, pero él se niega. Gian pide ayuda a Margaret para encontrar a la familia de Naseem. Gian y Naseem se enamoran, se casan y tienen un hijo. Cuando Margaret consigue información sobre la familia de Naseem, va a visitarlos y les da la noticia de que están vivos. Naseem decide ir a Pakistán por un mes a reencontrarse con ellos. Pero tres meses después, Gian no tiene noticias de ella. Ninguna de sus cartas habían tenido respuesta y su preocupación aumentaba. Naseem, que estaba en la casa de su familia, con su madre y sus dos hermanos, no había recibido ninguna carta. Su familia intentaba mantenerla sin contacto con Gian porque no aprobaban que se haya casado con un hindú. Cuando Naseem encuentra las cartas de Gian escondidas, se enfurece y decide irse. Al mismo tiempo, acusa a su familia de retenerla con pretextos para alejarla de su esposo. Naseem no consigue irse, su hermano mayor la encierra con tal de impedir que vuelva a la India. Gian decide ir a buscarla, pero le advierten que para entrar a Pakistán tiene que ser musulmán, de lo contrario no es posible cruzar la frontera. Entonces Gian se convierte al islam para poder ir a recuperar a su esposa. Una vez allá, después de un viaje complicado junto a su hijo, Gian se encuentra en un hotel con Margaret y un amigo, periodista, que están dispuestos a ayudarlo. Gian llega a la casa de la familia de Naseem, ella lo ve e intenta correr a abrazarlo, pero sus hermanos lo impiden, golpean a Gian y hacen que se vaya. Gian no quiere volver a La India sin Naseem, pero el periodista amigo de Margaret le aconseja que se vaya de Pakistán con su hijo, ya que corrían peligro. Mientras Gian va hacia la estación de trenes para volver a su país, con su hijo, Margaret y el periodista, la madre de Naseem recapacita y la deja escapar para que vuelva con Gian y su hijo. Naseem llega a la misma estación, ve a su hijo y después a Gian, ambos se abrazan fuerte en un puente sobre las vías, sin saber que los hermanos de Naseem habían ido a buscarla. De repente, el hermano mayor los separa y empieza a golpear a Gian, la pelea termina cuando Gian cae del puente y muere. Naseem llora desesperada, pero gracias a Margaret logra subir al tren con su hijo y escapar de sus hermanos. Finalmente, Naseem y su hijo se van con Margaret a vivir a Inglaterra.

## Elenco
- Jimi Mistry ... Gyan Singh
- Kristin Kreuk ... Naseem Khan
- Neve Campbell ... Margaret Stilwell
- John Light ... Walter Hankins
- Irrfan Khan ... Avtar
- Madhur Jaffrey ... Shanti Singh
- Arya Babbar ... Akbar Khan
- Lushin Dubey ... Mumtaz
- Chenier Hundal ... Zakir Khan
- Jesse Moss ... Andrew Stilwell
- Jaden Rain ... Vijay Singh

## Nominaciones
- 2008 Genie Award for Best Achievement in Cinematography - Nominada
- 2007 Leo Award por mejor cinematografía en un Drama - Nominada
- 2007 Leo Award por mejor dirección en un Drama - Nominada
- 2007 Leo Award por mejor guion en un Drama - Nominada (con Patricia Finn)